# María Teresa de Jesús Agramunt
María Teresa de Jesús Agramunt (Valencia, 4 de agosto de 1664-Villarreal, 28 de junio de 1728) fue una monja dominica y escritora de los siglos XVII y XVIII.

## Biografía
Natural de Valencia, nació el 4 de agosto de 1664. Habría recibido una extensa educación en diversos ámbitos.
En 1682, cuando contaba 18 años, ingresó como monja dominica en el convento del Corpus Christi de la localidad castellonense de Villarreal. Llegaría a ser maestra de novicias del lugar. Por orden de la priora, escribió un libro con una relación de las religiosas que habían fallecido en aquel convento. Además, habría puesto negro sobre blanco, tanto en prosa como en verso, unas crónicas sobre los sucesos acaecidos en el convento. Una de esas relaciones de sucesos lleva por título Origen y sucesso deste Conuento de Religiosas de nro. P. S. Domingo de Corpus Christi de Villareal. Según Verónica Zaragoza Gómez, Agramunt habría mantenido unos enqüentros con los vecinos de Villarreal en los que intercambiaba poesías que escribía expresamente para la ocasión.
Murió el 28 de junio de 1728, a los 63 años, en el convento de Villarreal en el que había vivido durante más de cuatro décadas.